# Álvaro Navia (humorista)
Álvaro Oscar Navia Molina (San José de Mayo, 1 de septiembre de 1966), también conocido como Waldo, es un actor, humorista y presentador uruguayo.

## Biografía
Nació en San José de Mayo en 1966, participó en la Estudiantina de San José y en 1992 comenzó su participación en Carnaval de Uruguay, obteniendo ese mismo año el premio Revelación con la murga La Gran Muñeca. En 1996 volvió a obtener premios con dicho grupo, siendo galardonado con la Figura de Murgas. También participó en el programa De igual a igual conducido por Omar Gutiérrez.
Se dio a conocer como humorista del programa argentino Videomatch, siendo nominado al Premio Martín Fierro Revelación 1999. Su personaje más conocido es Waldo, un anti galán que conquistaba mujeres a través de la ternura. Participó en el segmento humorístico Gran Cuñado y Gran Cuñado Vip, interpretando a Carlos Emir y a Inés Pertiné. Luego de Videomatch trabajó en otros programas como No hay 2 sin 3, Palermo Hollywood Hotel y condujo Ayer te vi y La Risa inolvidable por Canal 9, entre otros.
En teatro trabajó en obras como Una familia poco normal con Moria Casán y en Alegría Ortomolecular, entre otras. En el 2009 participó de Este es el show interpretando a distintos personajes como Brígida y El Hombre chasco. En ese mismo año fue convocado por Teledoce para coconducir el ciclo de entretenimientos Parque jurásico, aludiendo a sus dos principales conductores históricos de dicho canal, Cacho de la Cruz y Julio Alonso. En 2010 condujo en dicho canal la primera temporada del formato internacional Minuto para ganar, adaptado en Uruguay.
En el 2011 fue convocado para formar parte del elenco de Cantando por un sueño 2011. Además participó en Bailando 2011 donde bailó junto a su esposa Vanina Escudero tras la lesión de su cuñada Silvina Escudero.
En 2012 retornó a la televisión en Uruguay siendo el notero del programa de espectáculos emitido por Canal 4, Algo contigo, y el late night humorístico transmitido por el mismo canal llamado Sé lo que viste.
Retornó al teatro en 2013 con Nada es imposible, luego realizó El show de Waldo en 2014 y Amor, casi casi un galán en 2016.
Participó en Polémica en el bar, en las versiones argentinas hasta 2020, y actualmente trabaja en la versión uruguaya en Canal 10. En 2021 comenzó con el papel protagónico de la versión uruguaya de La peluquería de don Mateo. Al año siguiente fue convocado para participar de la tercera temporada de la edición con celebridades de MasterChef Uruguay.

## Vida privada
Fue vinculado sentimentalmente con numerosas mujeres, entre ellas, la vedette Dana Fleyser (1999); Connie, coreógrafa de Videomatch (2000).
En 2001 contrajo matrimonio con la bailarina María Celeste Puente, bailarina del cuerpo de baile del programa Sábado Bus, conducido por Nicolás Repetto.
En 2007 fue relacionado con la vedette Wanda Nara, con quien compartía cartel en una obra de teatro de Carlos Paz, romance que jamás fue confirmado por ninguna de las dos partes.
Desde 2008 está casado con la vedette, bailarina y arquitecta Vanina Escudero. Con este matrimonio tuvieron dos hijos: Benicio, nacido el 26 de abril de 2014 y Joaquina, nacida el 9 de agosto de 2016.
En 2020, regresa a vivir con su familia a Uruguay.

## Discografía
En 1999 publicó su disco llamado Waldo Waldo bajo la producción de Ideas del Sur.

## Filmografía

### Cine
| Año  | Película                       | Personaje |
| ---- | ------------------------------ | --------- |
| 1991 | El juego del examen y el ratón | Waldo     |
| 2015 | Locos sueltos en el zoo        | Walter    |

### Teatro
| Año       | Obra |
| --------- | --- |
| 2004-2005 | El fondo puede esperar junto a Moria Casán, Nito Artaza, José María Listorti y Alberto Bianco.               |
| 2005-2006 | Los locos mandan junto a Nito Artaza, Moria Casán, Sabrina Rojas y Alberto Bianco.                           |
| 2007-2008 | Celebra la risa junto a Nazarena Vélez, Tota Santillán y elenco.                                             |
| 2008-2009 | Una familia poco normal junto a Moria Casán, Rolo Puente, Toti Ciliberto con producción de Gerardo Sofovich. |
| 2009-2010 | Alegría Ortomolecular junto a Moria Casán, Juan Acosta, Chaqueño Palaveccino y elenco.                       |
| 2013      | Nada es imposible junto a Vanina Escudero, Magdalena Bravi y Laurita Fernández.                              |
| 2014      | El Show de Waldo junto a Leonardo Pacella y elenco.                                                          |
| 2016      | Mr. Amor, casi casi un galán junto a Noelia Marzol, Belén Francese, Matías Alé y Alejandra Majluf.           |

### Televisión
| Año           | Programa                   | Canal          | Personaje/Rol                    |
| ------------- | -------------------------- | -------------- | -------------------------------- |
| 1995          | De igual a igual           | Monte Carlo TV | Humorista                        |
| 1997-2003     | Videomatch                 | Telefe         | Humorista                        |
| 2004-2005     | No hay 2 sin 3             | Canal 9        | Humorista                        |
| 2005          | Ayer te vi                 | Canal 9        | Conductor                        |
| 2006          | Palermo Hollywood Hotel    | Canal 9        | Humorista                        |
| 2007          | La risa inolvidable        | Canal 9        | Humorista                        |
| 2009          | Showmatch                  | El Trece       | Humorista                        |
| 2009          | Este es el show            | El Trece       | Humorista                        |
| 2009          | Bendita                    | Canal 9        | Panelista                        |
| 2009          | Parque jurásico            | Teledoce       | Conductor                        |
| 2010          | Minuto para ganar          | Teledoce       | Conductor                        |
| 2011          | Cantando por un sueño      | El Trece       | Participante                     |
| 2011          | Bailando por un sueño      | El Trece       | Reemplazante de Silvina Escudero |
| 2012          | AM, Antes del Mediodía     | Telefe         | Notero                           |
| 2012          | Algo contigo               | Monte Carlo TV | Notero                           |
| 2012-2016     | Sé lo que viste            | Monte Carlo TV | Conductor                        |
| 2017-2019     | Polémica en el bar         | América TV     | Humorista y panelista invitado   |
| 2019          | Showmatch                  | El Trece       | Personal de humoristas           |
| 2020-presente | Polémica en el bar         | Canal 10       | Humorista y panelista invitado   |
| 2021-presente | La peluquería de don Mateo | Canal 10       | Conductor                        |
| 2022          | MasterChef Celebrity       | Canal 10       | Participante                     |

## Premios y nominaciones
| Año  | Premio               | Categoría         | Programa           | Resultado |
| ---- | -------------------- | ----------------- | ------------------ | --------- |
| 1999 | Premio Martín Fierro | Revelación        | Videomatch         | Nominado  |
| 2014 | Premios Iris         | Labor humorística | Sé lo que viste    | Nominado  |
| 2016 | Premios Iris         | Labor humorística | Sé lo que viste    | Nominado  |
| 2018 | Premio Martín Fierro | Labor humorística | Polémica en el bar | Nominado  |